# Diethelm Maxrath
Diethelm Maxrath (* 6. April 1955) ist ein ehemaliger deutscher Rudersportler, der bei Weltmeisterschaften eine Silber- und eine Bronzemedaille gewann.

## Sportliche Karriere
Diethelm Maxrath ruderte 1976 beim Match des Seniors, einer Vorläuferveranstaltung der U23-Weltmeisterschaften im deutschen Achter und belegte den dritten Platz. Ein Jahr später war er bei den Weltmeisterschaften 1977 Mitglied des Deutschland-Achters, die Crew erkämpfte die Bronzemedaille hinter den Booten aus der DDR und aus der Sowjetunion. 1978 bei den Weltmeisterschaften in Neuseeland überquerte der westdeutsche Achter die Ziellinie mit weniger als einer Sekunde Rückstand auf den Achter aus der DDR und zwei Sekunden Vorsprung auf die drittplatzierten Neuseeländer. Bei den Weltmeisterschaften 1979 ruderte der Deutschland-Achter im B-Finale und belegte insgesamt den neunten Rang.
Maxrath ruderte für den Mainzer Ruder-Verein von 1878. Dort wurde er später Trainer und baute insbesondere das Leichtgewichts-Rudern zu einem Schwerpunkt des Vereins aus. Von 2006 bis 2008 gewann der von ihm betreute deutsche Leichtgewichts-Achter dreimal die Silbermedaille bei den Weltmeisterschaften. Maxrath war drei Jahre Nationaltrainer in Kanada und später Nationaltrainer in Japan. 2021 wurde er für seine Verdienste als Landestrainer des Ruderbunds Saar geehrt.